# Tipula sternotuberculata
Tipula sternotuberculata is een tweevleugelige uit de familie langpootmuggen (Tipulidae). De soort komt voor in het Oriëntaals gebied.